# Жуан-ді-Нова
Жуа́н-ді-Нова (Гуан ді Нова; фр. Île Juan de Nova, вимовляється: [il ʒɥɑ̃ də nɔva]) — острів у Мозамбіцькій протоці в 1/3 шляху між Мадагаскаром і Мозамбіком. Входить до складу заморської території Франції розсіяних островів в Індійському океані.

## Історія
Острів названий на честь знаменитого португальського мореплавця і дослідника галісійської походження XV століття Жуана да Нова. Став французьким володінням у 1897 році.

## Географія
Площа 4,4 км², довжина берегової лінії 24,1 км. Територія острова є природним заповідником, 90 % її зайнято лісами.
Територіальні води острова мають ширину 12 миль, континентальний шельф простирається на зону 200-метрових глибин або глибин розробки, економічна зона — 200 морських миль.
Рельєф знижений і плоский. Максимальна висота 10 м над рівнем Індійського океану.

### Клімат
Острів знаходиться у зоні, котра характеризується кліматом тропічних саван. Найтепліший місяць — березень із середньою температурою 28.9 °C (84 °F). Найхолодніший місяць — липень, із середньою температурою 25 °С (77 °F).
| Клімат Жуана-ді-Нова    | Клімат Жуана-ді-Нова | Клімат Жуана-ді-Нова | Клімат Жуана-ді-Нова | Клімат Жуана-ді-Нова | Клімат Жуана-ді-Нова | Клімат Жуана-ді-Нова | Клімат Жуана-ді-Нова | Клімат Жуана-ді-Нова | Клімат Жуана-ді-Нова | Клімат Жуана-ді-Нова | Клімат Жуана-ді-Нова | Клімат Жуана-ді-Нова | Клімат Жуана-ді-Нова |
| Показник                | Січ.                 | Лют.                 | Бер.                 | Квіт.                | Трав.                | Черв.                | Лип.                 | Серп.                | Вер.                 | Жовт.                | Лист.                | Груд.                | Рік                  |
| Абсолютний максимум, °C | 33                   | 36                   | 32                   | 32                   | 32                   | 32                   | 32                   | 32                   | 32                   | 32                   | 33                   | 35                   | 36                   |
| Середній максимум, °C   | 30                   | 30                   | 30                   | 30                   | 28                   | 27                   | 26                   | 26                   | 27                   | 28                   | 30                   | 30                   | 28                   |
| Середня температура, °C | 28                   | 28                   | 28                   | 28                   | 27                   | 26                   | 25                   | 25                   | 25                   | 26                   | 27                   | 28                   | 27                   |
| Середній мінімум, °C    | 26                   | 26                   | 26                   | 26                   | 25                   | 24                   | 23                   | 23                   | 23                   | 24                   | 25                   | 26                   | 25                   |
| Абсолютний мінімум, °C  | 20                   | 16                   | 20                   | 21                   | 20                   | 18                   | 17                   | 17                   | 18                   | 19                   | 19                   | 22                   | 16                   |
| Днів з опадами          | 12                   | 13                   | 9                    | 5                    | 3                    | 3                    | 2                    | 1                    | 1                    | 2                    | 3                    | 8                    | 62                   |
| Днів з дощем            | 12                   | 13                   | 9                    | 5                    | 3                    | 3                    | 2                    | 1                    | 1                    | 2                    | 3                    | 8                    | 62                   |
| ----------------------- | -------------------- | -------------------- | -------------------- | -------------------- | -------------------- | -------------------- | -------------------- | -------------------- | -------------------- | -------------------- | -------------------- | -------------------- | -------------------- |
| Джерело: Weatherbase    |                      |                      |                      |                      |                      |                      |                      |                      |                      |                      |                      |                      |                      |

## Економіка
Використовується для видобутку гуано та фосфатів. Річний видобуток гуано досягає 12 000 тонн. На острові знаходиться невеликий військовий гарнізон, який охороняє метеорологічну станцію. Острів іноді відвідується вченими (липень 2004). Постійного населення немає.
На острові Жуан-ді-Нова є ґрунтова злітна смуга завдовжки близько 1 км, побудована в 1996 році. Від молу вглиб острова веде невелика ділянка залізниці. Порти відсутні, стоянка суден можлива тільки на якорі.